# Dulcimer

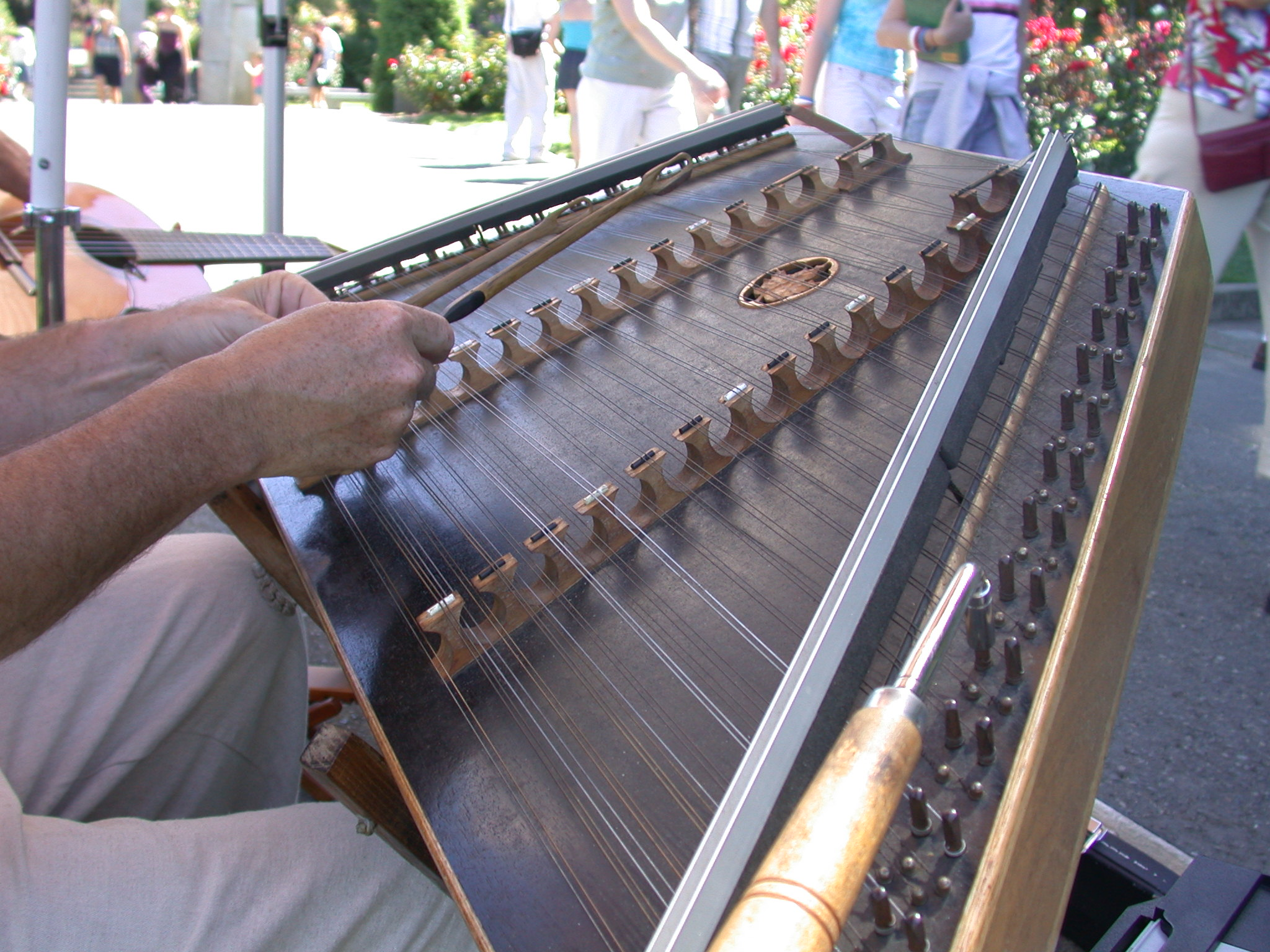
Dulcimer.

Dulcimer é um instrumento de cordas percutidas, de origem medieval. Consiste em uma caixa acústica de madeira com cordas metálicas de aço, dispostas horizontalmente, possuindo um número variável de cordas montadas sobre. Pertence à família do saltério.
É composto de várias cordas de metal, dispostas em grupos de duas a cinco por nota e distribuídas ao longo de uma caixa de ressonância plana, de forma trapezoidal.
As cordas passam sobre pontes que se encontran acopladas à caixa. Cada corda é equipada com uma surdina controlada por um pedal. A tessitura do dulcimer é bastante ampla e vai desde o re2 ao mi6. O som se produz quando as cordas são batidas por baquetas, pequenos martelos que produzem um som vibrante, seco e metálico. Existem variantes de disposição de escalas cromáticas e não cromáticas.
Considerado como antecessor do piano, embora não tenha teclas, o instrumento é originário do Oriente Próximo, provavelmente do santur iraniano. Seu uso foi difundido na Península Ibérica durante o século XII.
O dulcimer é  usado na música folclórica de toda a Europa. No final do século XIX, o dulcimer húngaro (ou címbalo húngaro) deu lugar a um elaborado instrumento, totalmente cromático, com quatro pés e um pedal de surdina, como o piano. É utilizado na ópera de 1926 Háry János, do compositor húngaro Zoltán Kodály.